# Гран-Мананский музей
Гран-Мананский музей (англ. Grand Manan Museum; фр. Musée de Grand Manan) — провинциальный краеведческий музей в Гранд-Харборе на острове Гран-Манан провинции Нью-Брансуик (Канада). В музее собраны, сохранены и представлены экспонаты, представляющие историю деревни Гранд-Харбор и острова. Музей осуществляет программы и проводит выставки для привлечения внимания к общинному наследию, культуре и окружающей природе. В музее более 18 постоянных коллекций, в том числе известная коллекция Алана Мозеса, включающая более 300 таксидермических экспонатов птиц.

## История
В 1961 году жители Гран-Манана основали общество с целью построить музей, который бы сохранил местную историю и обеспечил постоянное место для таксидермической коллекции чучел птиц, которую канадский натуралист и таксидермист Алан Мозес пожертвовал общине в 1951 году. Проект был принят Комиссией столетия Канадской конфедерации и получил капитальное финансирование от федерального правительства. Гран-Мананский музей открылся 23 июня 1967 года.

## Архив Гранд Манана
Архивы Гран-Манана, хранящийся в музее содержит многочисленные записи, карты, текстовые документы, произведения искусства и фотографии.

## Коллекции и выставки

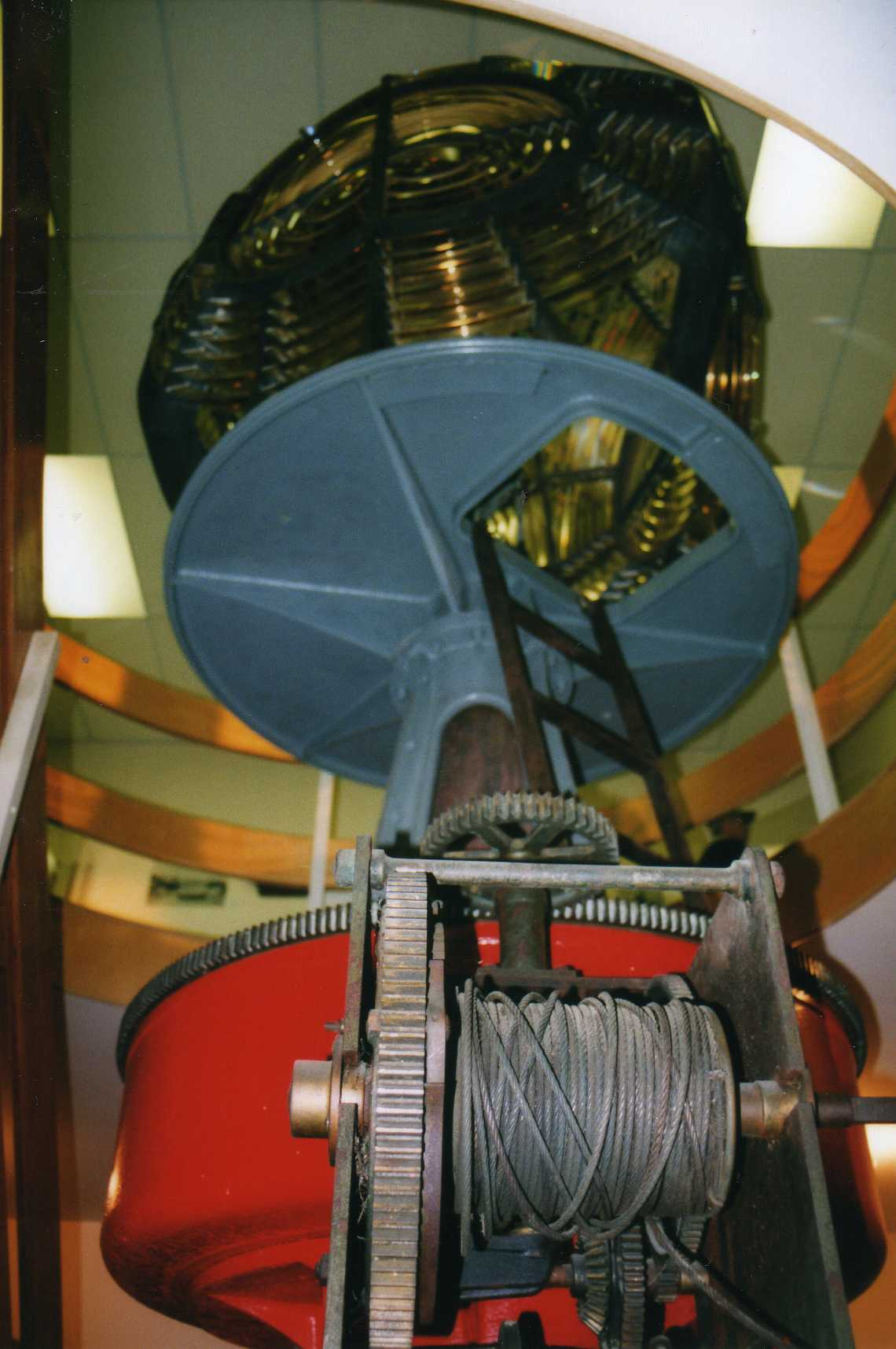
Линза Френеля в коллекции музея

### Коллекция птиц Мозеса
Коллекция птиц Алана Мозеса — самая большая коллекция музея. В нею входят более 300 чучел птиц архипелага Гран-Манан. Натуралист Аллан Мозес из Гран-Манана был опытным таксидермистом, как и его отец и дед, которые поселились на Гран-Манане в 1872 году. Все три поколения внесли свой вклад в эту коллекцию птиц Гран-Манана и окрестностей. В галерее также представлены материалы, касающиеся основателя музея Гранд Манан, писателя и просветителя Л. К. Ингерсолла.

### Морская галерея Маклафлина
Морская коллекция Уолтера Б. Маклафлина расположена в двухэтажной галерее, построенной вокруг линзы Френеля второго поколения от маяка Ганнет-Рок. Экспонаты галереи знакомят с историей кораблестроения, маяками и их хранителями, островными паромами и первыми поселенцами острова. Дисплеи в галерее объясняют процессы ловли с плотины, придонной ловли морского гребешка и рыбы, а также ловли омара.
В Морской галерее также есть выставка, посвящённая затонувшим в окрестностях кораблям, в память о сотнях кораблей, потерпевших крушение на Гранд-Манане и рядом с ним. Среди обломков кораблей здесь представлены останки Lord Ashburton (1857), Queen (1841), Turkish Empire (1879), Gypsum King (1906) и Hestia (1909).
На нижнем уровне галереи находится реконструированный рыбацкий сарай и выставка буёв для ловли омаров, включая исторические деревянные буйки.

### Крыло Интерсолла
Историк, рыбак и корреспондент газеты Кейт Ингерсолл был основателем и одним из первых директоров музея. В музейном крыле, носящим его имя, есть библиотека, лекционный зал, конференц-зал и мемориальная галерея Л. К. Ингерсолла, предназначенная в первую очередь для временных выставок.
В крыле расположены следующие экспозиции:
- Постоянная выставка «Отшельники Тёмной гавани и дулсинг на Гран-Манане». «Отшельники», Люси и Дарби Грин, были двумя братьями, которые проводили лето в 1920-х и 1930-х годах, собирая красные водоросли (дулс) Palmaria palmata в Тёмной гавани, и чьи способности развлекать посетителей сделали их «главной туристической достопримечательностью Гран-Манана» в то время[14].
- Геология Гран-Манана. Выставка была обновлена в 2011 году геологом и жителем острова Грегом МакХоуном[15].

### Прочие экспозиции
- Постоянная выставка Уиллы Кэсер — основная выставка в фойе музея, посвящённая жизни Уиллы Кэсер, американской писательницы, которая в 1923 году получила Пулитцеровскую премию в области художественной литературы за роман «Один из наших». Уилла Кэсер и её партнёрша Эдит Льюис многие годы проводили своё лето на острове[16].
- «Островная кухня 1929». На этой выставке представлена коллекция подаренных жителями острова экспонатов, которые использовались в домах Гран-Манана до того, как на острове появилась электроэнергия[17].
- «Катафалк Грэма». Три поколения семьи Грэм оказывали на острове ритуальные услуги. В 2010 году катафалк компании был подарен музею[18].

## Школа Дип-Коув
- Школьное здание — это однокомнатная школа в Дип-Коув, действовавшая с 1869 по 1947 год. В 1963 году здание было перенесено на нынешнее место на территории музея Гран-Манан[19].